# یواس‌اس جرالد آر. فورد
| یو اس اس جرالد فورد آمریکا | یو اس اس جرالد فورد آمریکا  |
| -------------------------- | --------------------------- |
| ناو هواپیمابر              |                             |
| اطلاعات کلی                |                             |
| نوع کشتی                   | ناو هواپیمابر               |
| کلاس                       | جرالد آر فورد               |
| کشور سازنده                | آمریکا                      |
| ساخت کارخانه               | هانتینگتون اینگالس          |
| ورود به ناوگان             | ۲۰۱۷                        |
| مشخصات                     |                             |
| طول کشتی                   | ۳۳۷ متر                     |
| پهنای بدنه                 | ۷۸ متر                      |
| سرعت                       | +۳۰ گره دریایی              |
| جنگ‌افزارها                 |                             |
| سیستم موشکی                | Evolved Sea Sparrow Missile |
| رادار                      | AN/SPY-3                    |
| هواگردهای قابل حمل         | بیش از ۷۵ جت جنگنده         |
| سرنوشت                     |                             |

یواس‌اس جرالد آر. فورد (سی وی ان-۷۸) (به انگلیسی: USS Gerald R. Ford) نام یکی از ناوهای هواپیمابر آمریکایی است. نیروی دریایی آمریکا این ناو هواپیمابر را در ۳۱ می ۲۰۱۷ دریافت کرد و در ۲۲ ژوئیه همان سال با حضور دونالد ترامپ، آن را به آب انداخت. قیمت این ناو که گران‌ترین ناو هواپیمابر جهان لقب گرفته‌است، تقریباً ۱۳ میلیارد دلار ارزیابی شده‌است. این ناو، پیشرفته‌ترین کشتی جنگی جهان لقب گرفته‌ است. عملیات ساخت آن از سال ۲۰۰۹ آغاز شد و قرار بود تا سپتامبر ۲۰۱۵ با هزینه ۱۰ میلیارد و ۵۰۰ میلیون دلار تکمیل شود. نیروی دریایی آمریکا دلیل تأخیر در ساخت این ناو را فناوری و سامانه‌های پیشرفته این کشتی از کاتاپولت (به انگلیسی: Catapult) یا منجنیق الکترومغناطیسی مورد استفاده برای برخاستن جت‌های جنگنده و پهپادها  عنوان کرد.

## نامگذاری
این ناو به نام جرالد فورد، سی و هشتمین رئیس‌جمهور آمریکا نامگذاری شد.

جرالد فورد در یونیفرم نیروی دریایی ایالات متحده در سال ۱۹۴۵

## جایگزین کلاس نیمیتز
نخستین نمونه تولیدی از کلاس جرالد آر فورد، با نام یواس‌اس جرالد آر فورد و با شماره " CVN-78 " در تاریخ ۲۲ ژوئیه ۲۰۱۷ رسماً مأموریت خود را آغاز کرد. بدنه این ناو بسیار شبیه به ناوهای کلاس نیمیتز است، اما در تکنولوژی بسیار پیشرفته‌تر از ناوهای کلاس نیمیتز است. از موارد پیشرفته‌تر بودن آن می‌توان به سیستم الکترو مغناطیسی پرتاب هواپیما اشاره کرد. همچنین خدمه مورد نیاز نیز کاهش یافته تا به بهبود بهره‌وری افزوده شود.

## ویژگی‌ها
- دستگیر دنده { (منظور سیستم مکانیکی می‌باشد که بر روی عرشه قرار دارد و باعث کاهش سرعت هواپیما می‌شود) (نگه دارنده‌های کابل بریر) } پیشرفته
- اتوماسیون، که باعث کاهش خدمه مورد نیاز شده‌است
- سیستم موشکی Sea Sparrow به روز رسانی شده
- AN/SPY-3، رادار باند دوگانه (DBR) که برای ناوشکن Zumwalt توسعه یافته‌است
- سیستم الکترومغناطیسی پرتاب هواپیما (EMALS) که جایگزین سیستم پرتاب با پیستون بخار آب شده‌است
- طراحی رآکتور هسته‌ای جدید (رآکتور A1B)، برای تولید برق بیشتر
- طراحی بدنه پنهانکار برای افزایش رادارگریزی
- ناوهای این کلاس قادر خواهند بود تا ۹۰ فروند از انواع هواپیما و هلیکوپتر از جمله: F-35C لایتینگ 2 / F/A-18E/Fسوپر هورنت / E-2D / EA-18G گراولر / C-2A / MH - 60R - S و هواپیمای بدون سرنشین X-47B را حمل کنند.

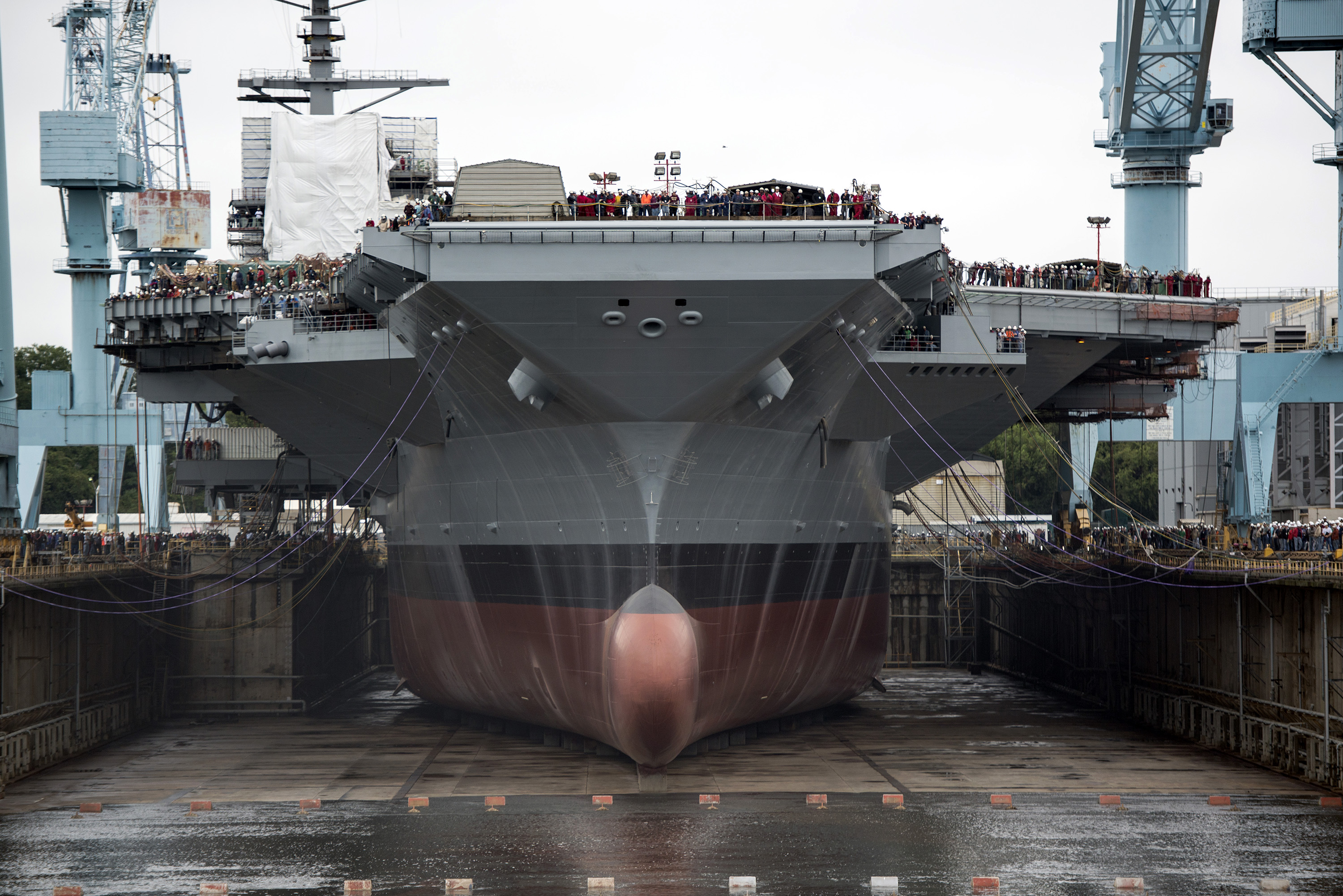
ناو جرالد فورد در دست ساخت در اسکله

## ناوهای ساخته شده از این کلاس
انتظار می‌رود تا ده فروند ناو از این کلاس ساخته شود که تا به امروز سه فروند در حال ساخت است.
- جرالد آر فورد " CVN-78 " (سال ورود: ۲۰۱۵): قرار است تا با ناو اینترپرایز " CVN-65 " جایگزین شود.
- جان اف کندی " CVN-79 " (سال ورود: ۲۰۲۰): قرار است تا با ناو نیمیتز " CVN-68 " جایگزین شود.
- اینترپرایز " CVN-80 " (سال ورود: ۲۰۲۵): قرار است با ناو آیزنهاور " CVN-69 " جایگزین شود

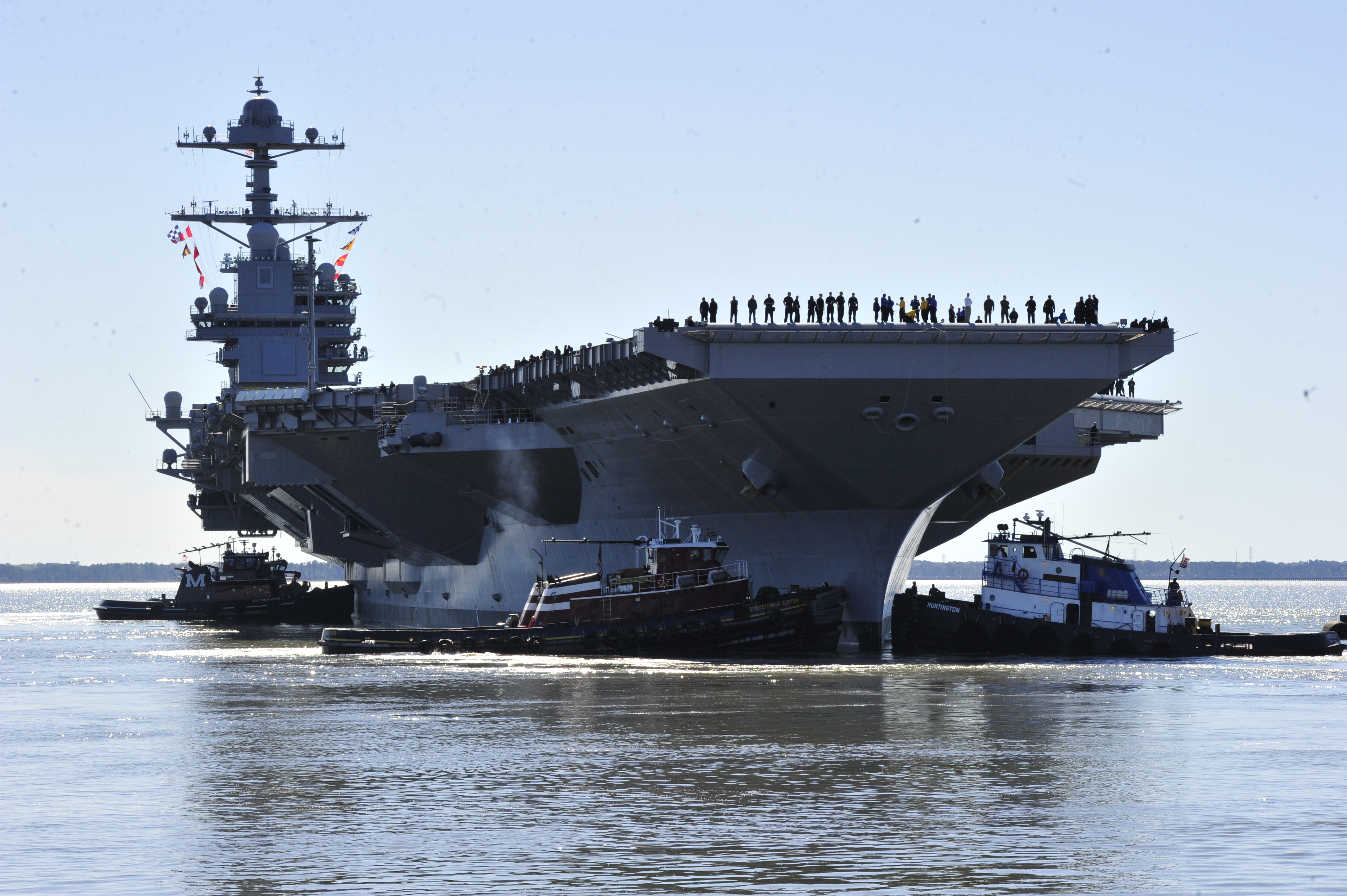
ناو جرالد فورد درحال سپری کردن آزمایشهای دریایی نهایی هشتم آپریل ۲۰۱۷

## رادار
این رادار که ساخت شرکت ریتون می‌باشد شامل: ۵ رادار و ۱۰ آنتن می‌باشد و یک رادار فعال الکترونیکی اسکن آرایه است که در دو باند X و S فعالیت می‌کند. همچنین می‌توان از آن به عنوان رادار جستجوی افق و رادار کنترل آتش استفاده کرد. از باند " X " که در محدوده فرکانس ۷–۱۲٫۵ گیگا هرتز عمل می‌کند برای کنترل آتش موشک Sea Sparrow و به دلیل داشتن پهنای باند فرکانسی گسترده از آن به عنوان تشخیص بهتر هدف و اشراق روشنایی هدف برای SM-2 استفاده می‌شود و همچنین از باند " S " برای بهبود در امر جستجو، عملیات در انواع آب و هوا و برای تعیین مسافت هدف مورد استفاده قرار می‌گیرد.

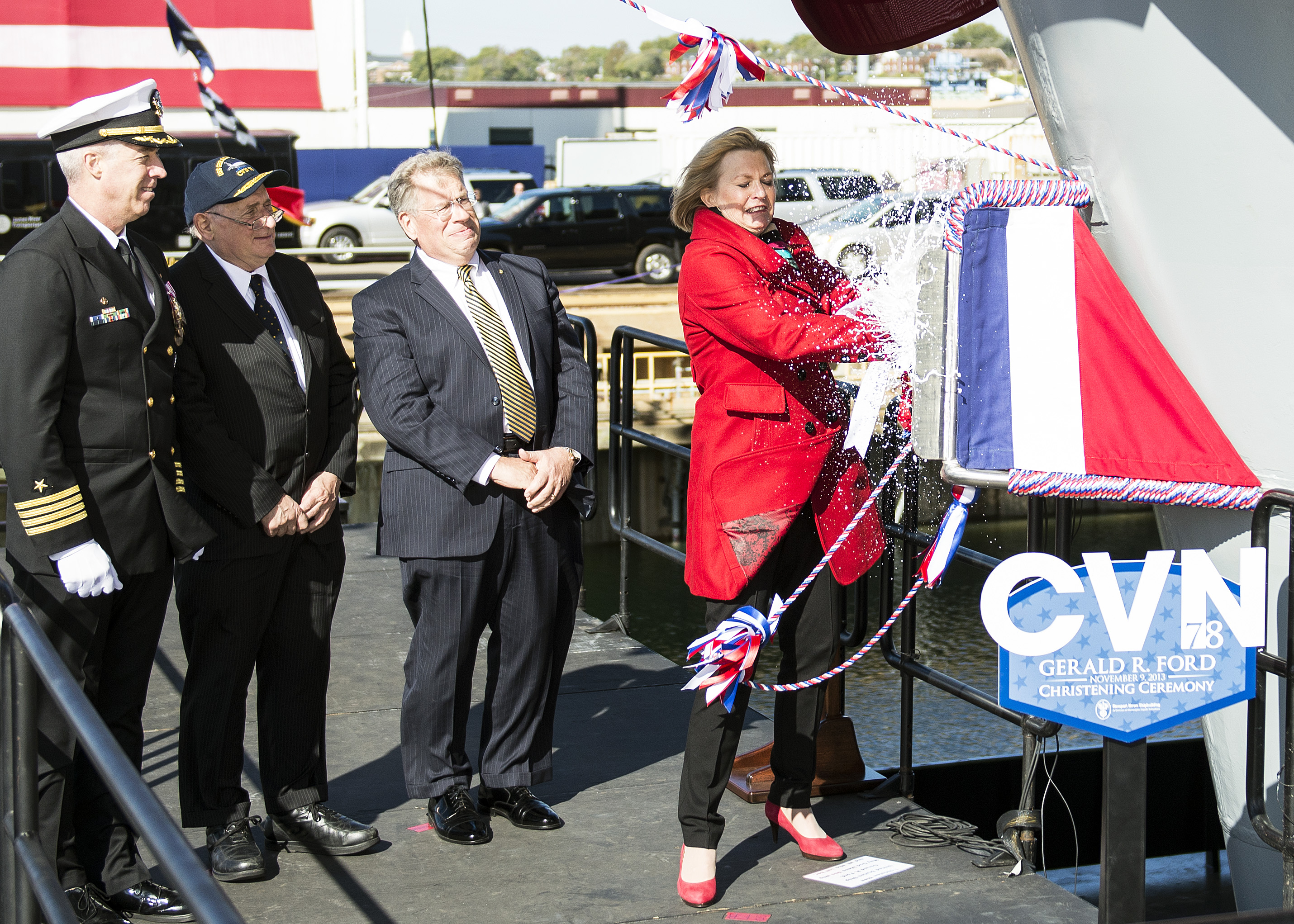
سوزان فورد بلز (دختر جرالد فورد) در آیین به آب انداختن ناو جرالد فورد

## سیستم الکترومغناطیسی پرتاب جنگنده
این سیستم که توسط نیرویی دریایی ایالات متحده در حال توسعه است، یک سیستم پرتاب هواپیما با استفاده از یک درایو موتور خطی الکترومغناطیس از روی عرشه می‌باشد که جایگزین سیستم قدیمی پیستون بخار آب خواهد شد و مدل جدید شتاب بیشتری را به هواپیمای در حال برخاست می‌دهد. همچنین از مزایای دیگر این سیستم می‌توان به: کاهش هزینه‌ها، تعمیر و نگهداری آسان‌تر، توانایی پرتاب هواپیماهای سبک و سنگین، وزن کمتر، اشغال فضای کمتر و نیاز نداشتن به آب شیرین برای این کار (که نسبت به نمونه پیستونی بخار، هزینه‌ها کاهش می‌یابد) اشاره کرد. این سیستم با استفاده از یک موتور القایی (ILM) و با استفاده از جریان برق به تولید میدان مغناطیسی می‌پردازد و از چهار عنصر اصلی تشکیل شده‌است. موتور القایی خطی شامل یک ردیف از سیم پیچ‌های استاتور است که تابعی از روتور یک موتور معمولی می‌باشد که تا ۲۴۰ کیلومتر / ساعت به هواپیما سرعت می‌بخشد. این موتور به مقدار زیادی انرژی الکتریکی در عرض چند ثانیه نیاز دارد که از این رو هر روتور توانایی ذخیره‌سازی ۱۰۰ مگا ژول را دارد و می‌تواند در عرض ۴۵ ثانیه شارژ مجدد شود. لازم است ذکر شود که این سیستم در ابتدا بر روی زمین و در سال ۲۰۱۰ مورد آزمایش قرار گرفت.

## رآکتور A1B
یک رآکتور هسته‌ای برای تأمین برق و نیرو محرکه ناوهای کلاس فورد می‌باشد که برای جایگزینی با رآکتور " A4W " مورد استفاده در کلاس نیمیتز، از سال ۱۹۹۸ در حال توسعه است که هر رآکتور قادر است تا ۳۰۰ مگاوات برق تولید کند.